# Resolució 1957 del Consell de Seguretat de les Nacions Unides
La Resolució 1957 del Consell de Seguretat de les Nacions Unides fou adoptada per unanimitat el 15 de desembre de 2010. Després del reconeixement d'esdeveniments positius a l'Iraq des de l'aprovació de la Resolució 661 (1990), el Consell el Consell va aixecar sancions relatives a armes de destrucció massiva, míssils balístics de llarg abast i adquisició d'armes nuclears.
La resolució 1957, juntament amb les resolucions  1956 (2010) i 1958 (2010), van acabar amb algunes restriccions importants a Iraq. No obstant això, es va demanar que Iraq resolgués les disputes que mantenia amb Kuwait. La reunió d'alt nivell va ser presidida pel vicepresident dels Estats Units Joe Biden.

## Resolució

### Observacions
En el preàmbul de la resolució, el Consell va acollir amb satisfacció una carta del ministre d'Afers Exteriors, Hoshyar Zebari, que va confirmar el suport del govern iraquià als règims de no proliferació i desarmament. També va acollir amb beneplàcit que l'Agència Internacional de l'Energia Atòmica havia informat d'una bona cooperació amb Iraq, que s'havia convertit en el 186è estat de subscriure's a la Convenció sobre Armes Químiques i la 131 a signar el Codi internacional de Conducta contra la proliferació de míssils balístics.

### Actes
Actuant amb el Capítol VII de la Carta de les Nacions Unides, el Consell va acabar amb les mesures sobre armes de destrucció massiva, míssils i relacionades amb l'energia nuclear civil imposades en les resolucions 687 (1991) i 707 (1991). Va instar a l'Iraq a ratificar el Tractat de Prohibició Completa de Proves Nuclears i el Protocol addicional a l'Acord Integral de Salvaguardes. El Consell va declarar que revisaria els progressos realitzats per l'Iraq en un any.